# Canton Jones
Canton Jones, né à Deerfield Beach en Floride, est un rappeur chrétien américain.

## Biographie

### Débuts
Canton Jones est né à Deerfield Beach en Floride. Il commence à chanter à l'âge de cinq ans dans un groupe vocal créé par son père. À l'âge de 16 ans, il écrit et produit des albums pour ses amis de quartier. Il déménage à Atlanta où il va au Morehouse College puis rejoint l'école Glee Club, club ayant connu des célébrités comme Oprah Winfrey, Stevie Wonder, Bobby Jones et Ray Charles.
Entre 1998 et 1999, il rejoint le World Changers Church International, sous le pastorat de Creflo Dollar et selon ses propres mots, grandit comme chrétien sous son influence : « Ma femme, qui était ma petite amie à l'époque, m'amena à World Changers et j'ai commencé à connaître la Parole. Je suis allé à cette église pendant trois années avant de réellement dédicacer ma vie à Christ. »

### Carrière musicale
En 2001, Jones lance son propre label de gospel, CAJO Entertainment, et réalise indépendamment son premier album, en 2002, 20 Years 3 Months 12 Days, qui décrit son chemin vers le salut. Il sort son second album en 2004, The Password, et la même année, collabore avec Lil iROCC Williams sur le premier album de Williams, et écrit et chante une chanson, You and Me, pour la compilation Holy Hip-Hop:Taking the Gospel to the Streets. Il devient membre de la chorale du World Changers International Church en tant que soliste et attire l'attention du jeune pasteur de l'église, qui demande à Jones de l'aider dans le département jeunesse. Peu de temps après, il est signé sur le label chrétien Arrow Records, affilié à EMI.
Il publie son premier album auprès d'une major, Love Jones, à l'été 2005, qui monte à la 11e place du classement des meilleures ventes d'albums gospel du Billboard. L'album est nommé ainsi d'après le nom de son enfant, Love, qu'il a eu avec sa femme Ramona en 2004. Avec le succès de cet album, Canton tourne à travers les États-Unis sur près de 200 dates. En novembre 2005, The Password sort au niveau national sous le nom de The Password: Access Granted et il est nommé pour deux Grammy Award. Son succès en 2005 lui permet de figurer à la dix-neuvième place des quarante nouvelles stars d'Atlanta dans l'Atlanta Business Journal. Le 5 février 2008, il publie Kingdom Business. Le 18 février 2014, Jones publie une mixtape de 18 chansons, Lust, Drugs, and Gospel afin d'éveiller l'espoir chez les toxicomanes.

## Vie privée
Canton Jones est marié à Ramona et il a un enfant, Love Jones. Il est au World Changers Church International à College Park en Géorgie, où il chante en tant que membre de l'équipe de prière et de culte.

## Discographie
- 2002 : 20 Years 3 Months 12 Days
- 2004 : The Password
- 2005 : Love Jones
- 2005 : The Password: Access Granted
- 2008 : Kingdom Business
- 2009 : Kingdom Business 2
- 2011 : Dominionaire